# 斗六糖廠
23°40′41″N 120°32′19″E / 23.678062°N 120.538562°E
斗六糖廠（舊稱斗六製糖所）為曾存在於雲林縣斗六市崙峰里的製糖工廠，隸屬於大日本製糖株式會社臺灣支社，興建於1912年。斗六糖廠於1990年11月1日歸併虎尾總廠並在1994年停閉，1996年關廠。斗六糖廠還保有部分廠房及宿舍，在2008年被指定為文化景觀。

## 沿革
斗六糖廠最初是吳克明、王雪農在1909年合資成立「斗六製糖合資會社」的改良糖廍，壓榨能力每日300公噸。1910年6月，合資會社改為「斗六製糖株式會社」，改建為壓榨能力為500公噸的新式製糖工場。斗六製糖所在1914年8月被併入東洋製糖株式會社，並在1927年被併入大日本製糖株式會社。斗六製糖所在1940年將壓榨能力提升至850公噸，當時地址是臺南州斗六郡斗六街427番地。
二戰後，斗六製糖所屬台灣糖業公司第一區分公司並改稱「斗六糖廠」，因未遭受二戰美軍空襲，於1945年12月順利復工製糖。斗六糖廠在1950年改隸屬虎尾總廠，於1974年擴建為日壓榨能力1,600公噸。1990年11月併入虎尾總廠，僅保留製糖工場、原料課。1994年7月製糖工場停閉，1996年正式關廠，並於1998年4月拆除生產區、大崙車站、鐵道、地磅站等設施，目前廠區仍存辦公室、宿舍區、倉庫區等建築群。

## 相關設施

### 廠內學校
斗六製糖所於1914年4月1日經許可設立「大崙尋常小學校」，在同月20日將斗六製糖所俱樂部作為臨時教室開始上課。1915年4月7日，斗六製糖所內另外興建的小學校舍完工，地址為大崙289番地，並陸續在1923、1929年增建校舍。

### 糖鐵斗六線
為了運送製糖的甘蔗原料，斗六製糖株式會社在1912年2月開設「斗六線」鐵路，設立斗六站、大崙站，1919年延伸至崁頭厝，1926年增設古坑站。

## 外部連結
台糖全球中文入口網 （页面存档备份，存于）